# Novo selo (distrikt i Plovdiv)
Novo selo (bulgariska: Ново село) är ett distrikt i Bulgarien.   Det ligger i kommunen obsjtina Stambolijski och regionen Plovdiv, i den centrala delen av landet, 120 km sydost om huvudstaden Sofia.
Trakten runt Novo selo består till största delen av jordbruksmark. Runt Novo selo är det ganska tätbefolkat, med 90 invånare per kvadratkilometer.